# Éditions Talents Hauts
 (juillet 2024).
Maison d’édition indépendante, Talents Hauts s’est fait une spécialité du décryptage des stéréotypes notamment sexistes.

## Histoire
La maison est membre du Syndicat National de l’Edition (SNE) et  sa dirigeante, Laurence Faron, est co-présidente du groupe jeunesse. Talents Hauts est aussi membre de l’association de l’Edition indépendante d’Ile-de-France (EDIF).

### Ligne éditoriale
Dès sa création, Talents Hauts s’est positionnée comme une maison d’édition engagée. 

### Étapes
2005 : publication des premiers albums dont La princesse et le dragon et lancement de la première collection bilingue sans traduction, DUAL.
2008 : lancement de la collection de romans juniors « Livres et Égaux », premier concours d’écriture « Lire Égaux »
2010 : adhésion au Bureau international de l’Édition Française (BIEF) et premiers titres traduits en langues étrangères.
2012 : Premier titre de la collection EGO, emménagement dans un immeuble de bureaux au centre de Vincennes (94), adhésion au Syndicat National de l’Édition (SNE).
2015 : restructuration et réorganisation
2016 : lancement de la collection « Zazou » et de la collection « Les Héroïques »
2019 : lancement de la collection « Les Plumées »
2021 : lancement de la collection « Badaboum »
2022 : Laurence Faron est élue co-présidente du groupe Jeunesse du SNE
2024 : lancement de la collection d’essais « Alias »

## Catalogue

### Collections
- « Badaboum. Par terre les clichés ! », Éveil-Petite Enfance (0-4 ans)

- Albums 3-7 ans

- « Livres et égaux, des romans illustrés qui tordent le cou aux clichés », 6-10 ans

- « Zazou, la formule magique pour les 8-12 ans »

- « Ego, des mots qui me parlent », 13 ans +

- « Les Héroïques », romans historiques, 14 ans +

- « Les Plumées, les autrices du Matrimoine », littérature générale - poche
- « Alias, des essais d’un autre genre », littérature générale
- « Oops & Ohlala », albums bilingues, 3-5 ans
- « Filou & Pixie », BD bilingues, 6-10 ans
- « Mini DUAL », romans bilingues, 12 ans +

- « DUAL », romans bilingues

### Principaux titres
- Ma poupée, Annelise Heurtier
- Blanche-Neige et les 77 nains, Davide Cali
- Esther et Mandragore, Sophie Dieuaide,
- Le peuple du chemin, Marion Achard
- Nos corps jugés, Catherine Cuenca
- Mauvaise connexion, Jo Witek
- Oxcean, Nicolas Michel
- romeo@juliette, Manu Causse
- Mary Sidney, Aurore Évain

### Prix et récompenses
- Prix Pandore 2024[16] : Mary Sidney alias Shakespeare, Aurore Evain
- Prix Utopiales jeunesse 2024 [17]: Oxcean, Nicolas Michel
- Prix des Incorruptibles 2024 : Nos corps jugés, Catherine Cuenca
- Pépite Fiction ados du Salon du livre et de la presse jeunesse de Montreuil 2023[18] : Oxcean, Nicolas Michel
- Prix des Incorruptibles 2023 : Né coupable, Florence Cadier
- Grand prix des jeunes lecteurs de la PEEP 2023 : Ma petite bonne, Jean-François Chabas
- Grand prix des jeunes lecteurs de la PEEP 2022 : Corps de fille, Marie Lenne-Fouquet
- Prix du roman historique junior de Blois 2022[19] : Sœurs de guerre, Catherine Cuenca
- Prix Unicef 2021 : Mousse, Estelle Billon-Spagnol
- Prix Vendredi 2020, mention spéciale[20] : Sans Armure, Cathy Ytak
- Prix du roman historique junior de Blois 2020[19] : Les vraies richesses, Cathy Ytak

- Prix du roman historique junior de Blois 2018[21] : La révolution dans la peau, Serge Rubin

- Prix des Incorruptibles 2018[22] : Aimé, Claire Clément, ill. Benjamin Strickler

- Prix Michel-Tournier 2017[23] : Le mystère de la chambre noire, Serge Rubin

- Prix Unicef 2017 : La plume de Marie, Clémentine Beauvais

- Prix Saint-Exupéry 2017[24] : Quand le monstre naîtra, Nicolas Michel

- Prix Sésame[25] 2016 : Trop tôt, Jo Witek

## Quelques auteurs et autrices
- Élisabeth Brami
- Catherine Cuenca
- Aurore Évain
- Annelise Heurtier
- Nicolas Michel
- Isabelle Rossignol
- Jo Witek
- Cathy Ytak